# Beach Blanket Bingo
Pour plus de détails, voir Fiche technique et Distribution.
Beach Blanket Bingo est un film américain réalisé par William Asher, sorti en 1965. Il fait partie d'une série de films initiée en 1963 avec Beach Party.

## Synopsis
Une bande d'adolescent surfeurs et parachutistes sauvent une chanteuse d'un kidnapping par un gang de motards avec le concours d'une sirène.

## Fiche technique
- Titre : Beach Blanket Bingo
- Réalisation : William Asher
- Scénario : William Asher et Leo Townsend
- Photographie : Floyd Crosby
- Musique : Les Baxter
- Pays de production :  États-Unis
- Format : Couleur — 35 mm — 2,35:1 — Son : Mono
- Genre : Comédie, film musical
- Date de sortie :
  - États-Unis : 14 avril 1965

## Distribution
- Frankie Avalon : Frankie
- Annette Funicello : Dee
- Deborah Walley : Bonnie Graham
- Harvey Lembeck : Eric Von Zipper
- John Ashley : Steve Gordon
- Jody McCrea : Bonehead
- Donna Loren : Donna
- Marta Kristen : Lorelei
- Linda Evans : Sugar Kane
- Timothy Carey : South Dakota Slim
- Don Rickles : Big Drop
- Paul Lynde : Bullets
- Donna Michelle : Animal
- Michael Nader : Butch
- Buster Keaton : Buster
- Andy Romano

## Musique
La partition de ce film est composée par Les Baxter, comme les quatre qui le précèdent. Guy Hemric et Jerry Styner écrivent sept chansons pour le film : Beach Blanket Bingo et I Think You Think sont interprétées par Frankie Avalon et Annette Funicello, This Are the Good Times par Avalon, It Only Hurts When I Cry par Donna Loren et Follow Your Leader par Harvey Lembeck avec le « Rat Pack ». New Love et Fly Boy, sont enregistrées en studio par la chanteuse Jackie Ward et synchronisées à l'écran sur les lèvres de Linda Evans. 
Gary Usher et Roger Christian écrivent trois chansons : Cycle Set et Freeway (instrumental), interprété par le groupe de surf music The Hondells, et I'll Never Change Him par Funicello. Cette dernière sera ensuite supprimée du film afin d'être intégrée dans Ski Party sous le titre We'll Never Change Them.

## Autour du film
- Une bande-dessinée de 36 pages en couleur accompagne la sortie du film.
- Un extrait de la chanson titre et un extrait de Beach Blanket Bingo, doublé en vietnamien, sont inclus dans le film Good Morning, Vietnam en 1987.
- La combinaison de surf et de parachutisme apparaît également dans le film Point Break en 1991. Ces films contiennent tous deux des scènes d'un match de football sur la plage et des scènes tournées sur la plage de Leo Carrillo State à Malibu.